# Veikko Ahvenainen

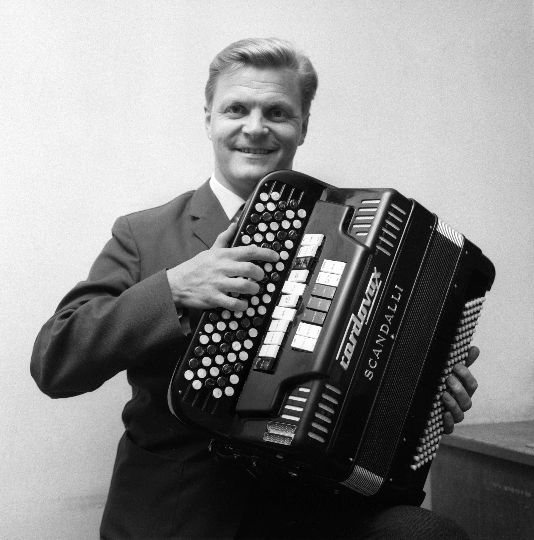
Veikko Ahvenainen (1964).

Veikko Armas Ahvenainen, född 24 september 1929 i Kuopio, är en finländsk dragspelsvirtuos. 
Den självlärde Ahvenainen började uppträda vid elva års ålder och blev ett namn i hemstaden redan på 1940-talet. Han vann 1957 finska mästerskapet i dragspel och inledde en framgångsrik karriär både på dansbanor runt om i Finland och särskilt från 1970-talet och framåt som seriös konsertmusiker på framträdande musikarenor över hela världen. Han har även framgångsrikt arbetat för att göra sitt i konstmusikkretsar försmådda instrument salongsfähigt och gjort en viktig insats för dragspelsundervisningen. Han har komponerat hundratals dragspelslåtar och sedan 1955 spelat in ett 60-tal skivor. Han tilldelades Pro Finlandia-medaljen 2010.